# Мясные
Мясные (Мясново, Мясновы) — русский дворянский род (с 1686 года).
При подаче документов для внесения рода в Бархатную книгу, была предоставлена родословная роспись Мясных, а также жалованная грамота (1533—1547) Ивана IV Григорию Судоку Васильеву Мясного на волость Ярополч Владимирского уезда.
Род Мясных внесён в VI часть родословных книг Тульской, Тамбовской, Харьковской и Рязанской губерний.

## Происхождение и история рода
Происходит, по сказаниям древних родословцев, от Семёна Фёдоровича Ковылы-Вислова, выехавшего из Литвы к вел. кн. Василию І Дмитриевичу в Москву, а оттуда к великому князю Олегу Рязанскому. Потомок его в восьмом колене Иван Фёдорович Сумин, по прозванию Мясной, был родоначальником Мясных.
Предок рода Мясновых, Марк Демидович, выехал к великому князю Ивану Михайловичу Тверскому из Литвы (около 1399). У Марка Демидовича был правнук Иван Фёдорович по прозванию Сума, родоначальник Суминых и Мясновых.

## Известные представители
- Мясной, Иван Никитич — тульский выборный дворянин, письменный голова. Один из основателей Тюмени (в 1586 году)[4] и Старого Оскола (1596).
- Судаков-Мясной Иван Григорьевич — голова, воевода в Валуйках (1600).
- Мясной Лукьян Иванович — посол к цесарю (1616), московский дворянин (1627—1629).
- Судаков-Мясной, Даниил Кириллович — московский дворянин (1627—1640), полковой воевода в Михайлове (1633) и Одоеве (1646).
- Мясные: Зот и Гаврила Кармановы — московские дворяне (1640).
- Мясной Роман Зиновьевич — стряпчий (1663—1668).
- Мясной, Василий Данилович († 1692) — стряпчий (1668), стольник (1676), комнатный стольник царя Фёдора Алексеевича (1677), думный дворянин (1682—1692).
- Мясной Иван Михайлович — стольник царицы Натальи Кирилловны (1671—1676), комнатный стольник царя Иоанна Алексеевича (1676—1692).
- Мясной Лука Никифорович — стольник царицы Натальи Кирилловны (1671—1676).
- Мясной Григорий Яковлевич — стряпчий (1676), стольник (1686—1692).
- Мясной Иван Фёдорович — стольник царицы Прасковьи Фёдоровны (1686—1692).
- Мясной Иван Иванович — московский дворянин (1679—1692).
- Мясной, Василий Варфоломеевич — тульский городовой дворянин (1627—1629), воевода в Туле (1646—1648 и 1654).
- Мясной Андрей Иванович — воевода в Ряжске (1659), московский дворянин (1672—1678).
- Мясной Григорий Яковлевич — стольник, воевода в Верхососенском (1683).
- Мясной Фёдор Фёдорович — московский дворянин (1692).
- Мясные: Лукьян Никифорович, Савва Данилович, Семён Гаврилович, Филипп Фёдорович, Фёдор Семёнович, Иуда Андреевич, Иван Меньшой и Иван Яковлевичи — стольники (1660—1692)[5][6].

## Описание гербов

#### Герб Мясных в 1785 г.
В Гербовнике Анисима Титовича Князева 1785 года имеется изображение печати с гербом Фёдора Никитича Мяснова: в серебряном поле щита, изображена коричневая пушка на красном лафете, направленная стволом в верхний левый угол, в котором изображено коричневое облако, из которого видна рука с серым мечом, остриём вверх. Рядом с пушкой серая подкова, шипами по диагонали вниз.

#### Герб. Часть IV. № 28.
В серебряном поле видна выходящая с левой стороны из облаков рука с саблей (польский герб Малая Погоня), под ней на середине щита, у правого бока, пушка, поставленная на красном лафете, а внизу оной изображена подкова, обращенная шипами вверх (польский герб Ястржембец).
На щите дворянский коронованный шлем. Нашлемник: три страусовых пера. Намёт на щите серебряный, подложен голубым. (Гербовник, IV, 28).